# كاذيات
الكاذيات (الاسم العلمي: Pandanales) هي رتبة من النباتات تتبع الطبقة الزنبقاوايات من طائفة أحاديات الفلقة.

## التصنيف
- الكاذية
  - الكاذياوات
    - الكاذي